# Eudibamus
Eudibamus è un genere estinto di rettili bolosauridi bipedi scoperto nello Stato libero di Turingia, nella Germania centrale. Era di dimensioni molto piccole, raggiungendo solo 25-26 cm di lunghezza.

## Scoperta
Eudibamus è noto solo dall'olotipo MNG 8852, uno scheletro articolato e quasi completo, comprendente il cranio e il postcranio. È stato raccolto nella parte più alta della Formazione di Tambach, risalente allo stadio Artinskiano del Cisuraliano superiore (o alternativamente al Rotliegend superiore), circa 284–279,5 milioni di anni fa. È stato trovato nell'unità formativa più bassa del gruppo o serie del Rotliegend superiore della Cava Bromacker, nella parte centrale della Foresta di Turingia, vicino al villaggio di Tambach-Dietharz. Eudibamus è ritenuto il primo vertebrato caratterizzato da bipedalismo.

## Etimologia
Il nome Eudibamus è stato dato da David S. Berman, Robert R. Reisz, Diane Scott, Amy C. Henrici, Stuart S. Sumida e Thomas Martens nel 2000 e la specie tipo è Eudibamus cursoris. Il nome generico significa "tipicamente bipede" (dal greco eu-di-bāmos, basato su bainō, "andare"). Il nome specifico deriva invece dal latino cursor, "corridore".